# Максиміліан фон Поль
Максиміліан Поль, з 28 серпня 1914 року — Ріттер фон Поль (нім. Maximilian Ritter von Pohl; 15 квітня 1893, Мюнхен — 26 липня 1951, Пеккінг) — німецький військово-повітряний діяч, генерал авіації люфтваффе. Кавалер Лицарського хреста Залізного хреста і лицарського хреста Військового ордена Максиміліана Йозефа.

## Біографія
1 жовтня 1912 року вступив в 7-й баварський польовий артилерійський полк. Всю Першу світову війну прослужив в своєму полку, з березня 1917 року — командир батареї, з травня 1917 року — ордонанс-офіцер, з грудня 1917 року — полковий ад'ютант. 
З квітня 1919 по травень 1920 року в складі добровольчого корпусу фон Еппа брав участь в боях з комуністами в Баварії. Після демобілізації армії залишений в рейхсвері. У 1921-30 роках служив в Імперському військовому міністерстві. З 1 березня 1930 року — командир батареї 4-го артилерійського полку. 1 жовтня 1932 року переведений в штаб командування 1-ї групи сухопутних військ, 1 квітня 1933 року — до відділу ППО Військового міністерства (1 квітня 1935 року відділ був переданий в Імперське міністерство авіації). 1 жовтня 1935 року очолив відділ LA III (навчальні заклади) Командного управління (з 1936 року — Генштаб люфтваффе). З 1 жовтня 1937 року — начальник штабу 5-го авіаційного округу, з 1 лютого 1938 року — 3-го Командування ВПС.
З 1 лютого 1939 року очолював штаб 3-го повітряного флоту. Учасник Французької кампанії. 10 червня 1940 року призначений начальником німецького штабу зв'язку при ВПС Італії, а 1 серпня 1941 року — військово-повітряним аташе німецького посольства в Римі, одночасно з 7 жовтня 1941 року був генералом люфтваффе при командуванні Королівських італійських ВПС. З 31 липня 1943 року — командувач зенітною артилерією «Південь», з 4 лютого 1944 року — командувач-генерал люфтваффе в Центральній Італії і командир бойового корпусу 2-го повітряного флоту. Брав участь у військових діях в Італії, зарекомендувавши себе хороших організатором і командиром. 6 вересня 1944 року призначений командувачем німецькими ВПС в Італії і залишався на цій посаді до кінця війни. 2 травня 1945 року здався американським військам. У 1947 році звільнений.

## Звання
- Фанен-юнкер (1 жовтня 1912)
- Фенріх (20 травня 1913)
- Лейтенант (1 серпня 1914)
- Оберлейтенант (14 грудня 1917)
- Гауптман (1 червня 1924)
- Майор (1 жовтня 1932)
- Оберстлейтенант (1 березня 1935)
- Оберст (1 квітня 1936)
- Генерал-майор (1 січня 1939)
- Генерал-лейтенант (1 серпня 1940)
- Генерал авіації (1 лютого 1942)

## Нагороди
- Залізний хрест 2-го і 1-го класу
- Військовий орден Максиміліана Йозефа, лицарський хрест (28 серпня 1914) — за порятунок 7 гармат під ворожим вогнем.
- Орден «За заслуги» (Баварія) 4-го класу з мечами і короною (28 вересня 1916)
- Нагрудний знак «За поранення» в чорному
- Почесний хрест ветерана війни з мечами
- Нагрудний знак спостерігача (24 вересня 1935)
- Медаль «За вислугу років у Вермахті» 4-го, 3-го, 2-го і 1-го класу (25 років)
- Застібка до Залізного хреста 2-го і 1-го класу
- Нагрудний знак зенітної артилерії люфтваффе
- Німецький хрест в золоті (9 листопада 1943)
- Відзначений у Вермахтберіхт
  - «У важких боях на південь від Риму особливо відзначились зенітні частини генерала авіації Ріттера фон Поля.» (5 червня 1944)
- Лицарський хрест Залізного хреста (15 червня 1944)